# 영웅필살
"영웅필살"은 한국에서 제작된 방순덕 감독의 1990년 영화이다. 송경철 등이 주연으로 출연하였고 윤정효 등이 제작에 참여하였다.

## 출연

### 주연
- 송경철
- 남포동

## 기타
- 원작자: 오광재
- 조명: 정덕규